# Tim Powell
Tim Powell es un deportista británico que compitió en vela en la clase Laser. Ganó una medalla de oro en el Campeonato Europeo de Laser de 1990.

## Palmarés internacional
| \| Campeonato Europeo \| Campeonato Europeo \| Campeonato Europeo \| Campeonato Europeo \| \| Año \| Lugar \| Medalla \| Clase \| \| ------------------ \| ------------------ \| ------------------ \| ------------------ \| \| 1990 \| Lorient (Francia) \| Medalla de oro \| Laser \| |                   |                |       |
| Campeonato Europeo |                   |                |       |
| Año | Lugar             | Medalla        | Clase |
| 1990 | Lorient (Francia) | Medalla de oro | Laser |